# Famille Lando
 (juillet 2024).
Si vous disposez d'ouvrages ou d'articles de référence ou si vous connaissez des sites web de qualité traitant du thème abordé ici, merci de compléter l'article en donnant les références utiles à sa vérifiabilité et en les liant à la section « Notes et références ».
La famille Lando (Landi)  est une famille patricienne de Venise, originaire de Jesolo.

## Historique
La famille semble habiter la Cité des Doges dès sa fondation et obtient sa noblesse à la clôture du Maggior Consiglio en 1297.

## Personnalités
Des membres de cette famille se sont illustrés :
- Des prélats de cette famille ont tenu l'archevêché de Corfou pendant un siècle.
- Francesco Lando, désigné patriarche de Grado en 1408, Patriarche latin titulaire de Constantinople (1409), cardinal en 1411 par Jean XXIII (antipape).
- Marino, membre du Conseil des Dix en 1432, puis un des sénateurs ayant institué le général Carmagnola ;
  - son fils Vitale, podestat et capitaine de Ravenne en 1461, Conseiller en 1466, capitaine en 1467 à Brescia, podestat à Vérone en 1468, et lieutenant à Udine (1474-75) ;
  - son fils Luigi, podestat de Torcello en 1464, provéditeur à Levante en 1475, sage de terre-ferme en 1476, provéditeur du Frioul en 1478, podestat de Brescia en 1482 ;
- Pietro Lando (1462 – 1545) fut le 78e doge de Venise, élu en 1538 ;
- Antonio di Girolamo, blessé à la bataille de Curzola, podestat de Padoue en 1605, provéditeur-général des vivres en terre-ferme en 1607, capitaine de Brescia en 1609-10, procurateur de Saint-Marc en 1613, provéditeur-général de Frioul en 1617, où il érigea le fort Lando à Gradisca ;
  - son fils Giovanni, homme d'état vénitien, pendant sept ans ambassadeur auprès du Saint-Siège, magistrat suprême de la République et procurateur de l'Ultra en 1694.

## Armes

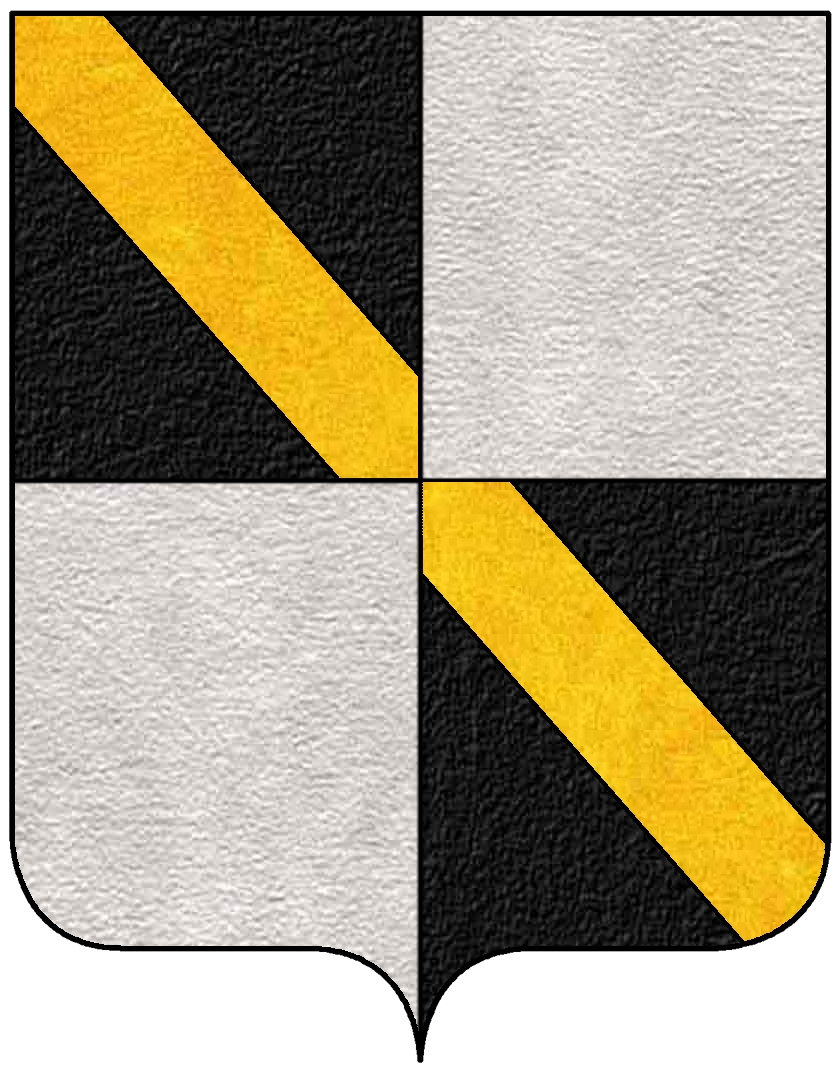
Les armes des Lando

- Les armes antiques sont de gueules à trois mains d'argent.
- Les armes modernes sont écartelé, au 1 et 4 de sable à la bande d'or, au 2 et 3 d'argent plain.

## Demeures
- Palais Lando
- Palazzo Lando Corner Spinelli

## Familles homonymes
D'autres familles du même nom ont été observées à Venise.
- une originaire de Milan en 1490, par un Simone Landi, chevalier et secrétaire de Cesarea Maestà ;
- une de Lucca en 1351, par un Stefano et en 1362 par un Francesco, tous deux fils de Cristofor ;
- une de Romagna.
- le comte crétois, Antonio-Girolamo Lando, en 1713.
- une de Vérone, admise au conseil noble de cette ville en 1486; elle obtint le titre comtal de la république de Venise en 1792 sur une portion du podestat de Lissini; noblesse reconnue par R.S. du 29 mars 1823. Armes écartelées d'argent et de noir.